# Eugène Boudin
Eugène Louis Boudin (født 12. juli 1824 i Honfleur, Normandiet, Frankrig, død 8. august 1898 i Deauville), var en fransk landskabsmaler og regnes som en foregangsmand for impressionismen.
Sammen med Johann Jongkind malede han i 1860'erne ved Normandiets kyst og kom til at spille en rolle for impressionismen gennem Claude Monet, som en overgang tilhørte deres kreds.